# Cathy Kelley
Catherine «Cathy» Ann Kelley (Oak Park, 27 de septiembre de 1988) es una periodista, presentadora de televisión, modelo y actriz estadounidense con raíces asiáticas. Actualmente trabaja para la WWE como entrevistadora para la marca SmackDown. Es conocida por haber trabajado en dicha empresa desde 2012 hasta su despido en 2020, para tomarse una pausa antes de su regreso en octubre de 2022.

## Inicios
Cathy Kelley nació y se crio en Oak Park, Illinois. Fue criada por su madre soltera, pero de todas formas pasó un buen tiempo en el campo de su padre en Vermont. Su abuelo, Bartram Kelley fue un pionero de aviación, como el principal ingeniero de Bell Helicopter.
Kelley se interesó en el periodismo cuando estaba en la escuela secundaria y comenzó a presentar varios programas de noticias de su escuela. Se graduó de la Universidad Loyola Chicago con una licenciatura en periodismo multimedia.

## Carrera

### Primeros años
Kelley ha presentado y contribuido a GenYTV de WTTW, The Open House Television Show de WOI-DT, DSM Living, y Hot Off The Press de JUCE TV.

### AfterBuzz TV (2012-2016)
Kelley se unió a AfterBuzz TV en 2012. Fue panelista en los programas de recapitulación de WWE Raw, WWE NXT y The Bachelor de ABC. En 2013, comenzó a presentar un podcast llamado Chatting with Cathy, en la que entrevistó a celebridades y amigos de la red.

### Primera etapa en WWE (2016-2020)
En febrero de 2016, Kelley firmó con la WWE y fue corresponsal de NXT y eventos especiales. Hizo su debut oficial en la WWE el 1 de abril de 2016, en el pre-show de NXT TakeOver: Dallas. Durante su mandato, presentó WWE Now, un programa que se transmite en las plataformas de redes sociales de la WWE y su sitio web oficial que cubre historias, noticias de última hora, vistas previas de los próximos episodios de Raw y SmackDown. También contribuyó al programa de Sam Roberts en Sirius XM.
El 25 de septiembre de 2019, Kelley hizo su debut televisivo durante un episodio de NXT. También hizo una aparición en SmackDown como entrevistadora el 1 de noviembre, después de que la mayoría del roster quedara atrapado en Arabia Saudita tras el evento Crown Jewel.
El 13 de febrero de 2020, Kelley anunció en las redes sociales que fue liberada de su contrato con la WWE. Su última aparición fue tres días después en el evento NXT TakeOver: Portland.

### Actuación (2020-2022)
En 2020, Kelley hizo su debut como actriz en la comedia de situación de Netflix #blackAF como asistente de vuelo.

### Segunda etapa en WWE (2022-presente)
El 6 de octubre de 2022, WWE anunció que Kelley regresará a la compañía como entrevistadora entre bastidores en la marca Raw. En junio de 2023 se unió a la marca SmackDown en el mismo rol.

## Vida personal
Es una miembro activa de Mensa International, una asociación internacional de superdotados, cuyo propósito es identificar y promover la inteligencia en beneficio de la humanidad.